# Bernardin Latke
Bernardin Latke (cca 1615-1695), též Lattke, byl františkán působící v českých zemích a české františkánské provincii sv. Václava, opakovaně jako její ministr (provinciál). Pocházel ze slezské Nisy a narodil se zřejmě mezi lety 1613 a 1618. Řeholní sliby františkána složil v roce 1633. Jako kněz měl být velmi horlivým kazatelem. Měl ale i širší schopnosti a tak se opakovaně uplatnil ve vedení františkánského řádu. Provinční kapitula v září 1653 v Jindřichově Hradci jej zvolila provinčním definitorem. Na počátku dalšího volebního tříletého období byl v srpnu 1656 jmenován kvardiánem pražského kláštera u P. Marie Sněžné. Současně byl ustanoven provinčním kustodem. Posléze řídil jako představený v letech 1656 až 1658 františkánský konvent v Jindřichově Hradci pokračujíc nadále jako provinční kustod. Na další řádné kapitule českých františkánů 8. září 1659 v Jindřichově Hradci byl Bernardin Latke zvolen provinciálem (provinčním ministrem) provincie sv. Václava a tuto funkci poprvé zastával do roku 1662. Ihned po svém zvolení, ještě na jindřichohradecké kapitule, se podílel na založení a osazení nově vznikajícího kláštera františkánů v Dačicích. Po skončení svého prvního období ve službě provinciála působil mimo jiné jako řádový vizitátor v ostatních františkánských provinciích, což byla obvyklá funkce pro bývalé provinční ministry dostatečně již zběhlé v záležitostech řádové organizace. Takto měl ohledně vizitací na starosti od roku 1656 tyrolskou provincii a od roku 1665 uherskou slavatoriánskou provincii františkánů.V letech 1663-1665 byl kvardiánem kláštera ve Slaném. Podruhé jej provinční kapitula zvolila českým františkánským provinciálem na období let 1669 až 1672. Od roku 1681 pak ještě působil jako provinční definitor.
V druhém období svého „provinciálování“ se jakožto představený českých františkánů zúčastnil generální řádové kapituly, které se slavila v květnu 1670 ve španělském Valladolid (latinsky Vallisoleti). Během této cesty si dělal poznámky (deník?, cestopis?), které se pod titulem Hispanici itineris descriptio dochovaly v rukopise dodnes.
Františkán Bernardin Latke zemřel v pokročilém věku okolo 80 let 30. května 1695 v Kladsku.